# Gael Martin
Gael Mulhall-Martin, née le 27 août 1956, est une ancienne athlète australienne, pratiquant le lancer du poids.
Elle profita de l'absence, pour cause de boycott, des favorites des pays de l'Est pour se hisser sur la troisième marche du podium des Jeux olympiques de Los Angeles.

## Palmarès
- Jeux olympiques d'été de 1984 à Los Angeles ( États-Unis)
  -  Médaille de bronze au lancer du poids